# 密檐式塔
密檐式塔从楼阁式塔发展而来，与楼阁式塔的不同是塔檐比楼阁式塔的多且密，为砖石结构。密檐式塔的第一层特别高，设有门窗，多雕刻佛像或佛经故事。密檐式塔多为实心塔，也有的中空，开有通气口。但塔内没有阶梯，一般不做登临之用。
密檐式塔是与东汉或南北朝时期，主要分布在华北、东北地区。早期的密檐塔由于不设斗拱塔檐不能伸出太长，北京房山区云居寺石经山上的唐代密檐式塔就属于这种。
还有一种塔外部是密檐式，内部为楼阁式。这样的塔多是砖塔，在密檐式塔的基础上发展而来，由于内部是楼阁式，可以登塔观临。这类塔建造起来比楼阁式或密檐式都要复杂，所以自北魏初始，经唐、辽、金后就走入低潮，没有得到更大的发展。